# Ik heb zorgen
Chansons représentant la Belgique au Concours Eurovision de la chanson
Un peu de poivre, un peu de sel
(1966) Quand tu reviendras
(1968)
Ik heb zorgen (« J'ai des soucis ») est une chanson interprétée par le chanteur belge Louis Neefs pour représenter la Belgique au Concours Eurovision de la chanson 1967 qui se déroulait à Vienne, en Autriche. C'est l'une des deux participations de Neefs à l'Eurovision. Deux ans plus tard, en 1969, il participe et représente à nouveau la Belgique avec Jennifer Jennings.
Louis Neefs a également enregistré la chanson en allemand sous le titre de Ich habe Sorgen et en anglais sous le titre de I Got Troubles.

## Thème de la chanson
La chanson traite des soucis de Neefs, qui sont causés par une histoire d'amour.

## À l'Eurovision
Elle est intégralement interprétée en néerlandais, une des langues nationales de la Belgique, comme l'impose la règle entre 1966 et 1972. L'orchestre est dirigé par Francis Bay.
Ik heb zorgen est la dixième chanson interprétée lors de la soirée du concours, après Anouschka d'Inge Brück qui pour Allemagne et avant Puppet on a String Sandie Shaw pour Royaume-Uni, chanson lauréate par la suite. À l'issue du vote, elle a obtenu 8 points, se classant 7e sur 17 chansons,.

## Classements

### Classements hebdomadaires
| Classement (1967)                      | Meilleure position |
| -------------------------------------- | ------------------ |
| Belgique (Flandre Ultratop 50 Singles) | 7                  |